# Смирнова, Марина Валерьевна
Мари́на Валерьевна Смирно́ва (род. в 1983, Ленинград) — общественный деятель, новатор, филолог, литературовед, продюсер, автор коротких рассказов, генеральный директор фестиваля науки и технологий «Гик пикник», президент Фонда «Живая классика», организатор и создательница Всероссийского конкурса юных чтецов «Живая классика» и конкурса «Культурный след», один из учредителей проекта «Всероссийская школьная летопись». Более 20 научных публикаций. Лауреат ряда премий . Живет в Санкт-Петербурге.

## Биография
В 2005 году с красным дипломом окончила филологический факультет Санкт-Петербургского государственного университета по специальности «Филолог. Преподаватель русского языка и литературы». Во время учёбы в аспирантуре по кафедре истории русской литературы под псевдонимом Бушмакина стала публиковать короткие рассказы в таких литературных изданиях, как в альманахе «Почерк», журнал «Нева». Сфера научных интересов: русская литература XX-XXI вв., поэтика, культурология.
В 2007 создала Фонд содействия современной культуре и литературе «Живая классика» и реализовала свою идею и провела в Санкт-Петербурге Форум «Империя. Четыре измерения Андрея Битова». По материалам этого форума телеканал «Культура» снял 4-серийный фильм «Андрей Битов. Шаг в сторону от общего потока» в 2008 году, где Марина Смирнова выступила сопродюсером.
В 2008 году организовала «Петрушевский фестиваль».
С 2010 года руководит отделом культурных программ Института русского языка и культуры Санкт-Петербургского государственного университета.
В 2011 году Марина Смирнова инициировала запись аудиокниги Алиса в стране чудес с участием слепых и слабовидящих детей. В этом же году Марина Смирнова организовала первый конкурс юных чтецов «Живая классика».

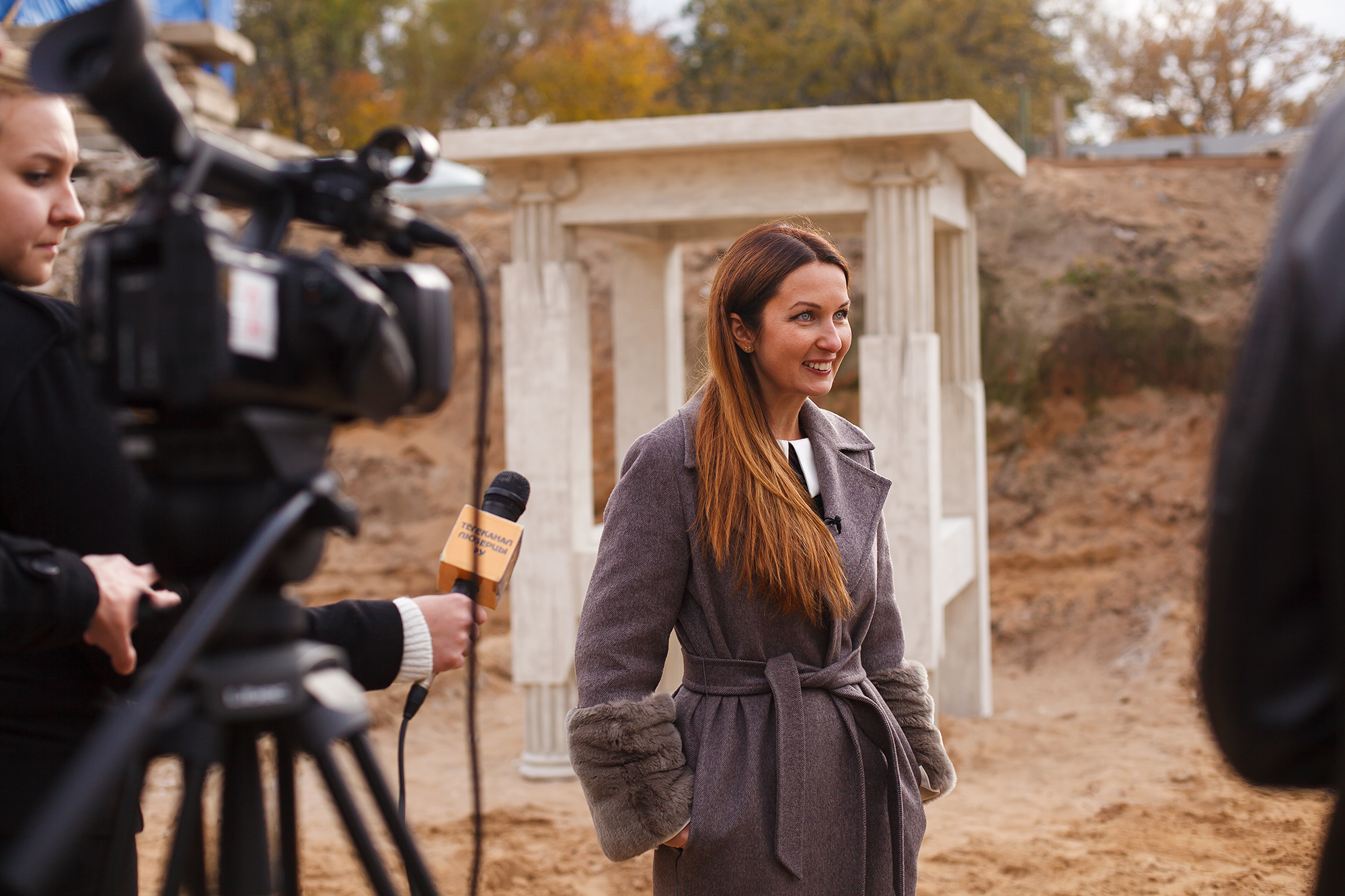
Президент Фонда «Живая классика» Марина Смирнова даёт интервью перед отправкой памятника Сергея Чернова «Поэтическая табуретка» из Московской области в Мончегорск в рамках конкурса «Культурный след»

В 2015 году создала Всероссийский конкурс идей литературных достопримечательностей «Литературный след» (Литслед) и, благодаря этому проекту, в Мончегорске установили арт-объект «Поэтическая табуретка».
В 2017 году совместно с Сергеем Макаренковым запустила просветительский проект «Всероссийская школьная летопись», который дает любому классу возможность написать книгу и опубликовать ее в издательстве Рипол-классик.
С осени 2018 года — генеральный директор фестиваля науки и технологий «Гик пикник».

## Семья
- Смирнов Андрей Валерьевич (брат) — главный врач сети клиник «Остеомед», невролог-остеопат, к.м.н., член ЕНРО, доктор остеопатии Европы[12].

## Живая классика
С 2011 года Марина Смирнова с немногочисленной группой помощников организовала первый конкурс юных чтецов «Живая классика», в котором приняло участие 20 тысяч школьников из семи городов, в 2012 году количество участников увеличилось в 100 раз и достигло двух миллионов шестиклассников, охватив 83 региона Российской Федерации, а в 2013 году наряду с российским конкурсом прошла международная часть, в которой приняли участие юные жители 10 стран. Конкурс поддерживает Федеральное агентство по печати и массовым коммуникациям. В 2018 году на международный финал «Живой классики» в «Артеке» были приглашены чтецы не только из всех регионов России, но и из Австралии, Новой Зеландии, США, Туниса и почти всей Европы. Удалось сделать этот конкурс масштабным: в 2019 году в конкурсе приняли участие почти два с половиной миллиона школьников из России и других стран. Награждают лучших чтецов на Красной площади.
За рубежом конкурс «Живая классика» проходит на базе различных кросскультурных мероприятий, например, с участием М. В. Смирновой, в Греции — греческий финал на XIII Международной книжной выставке-ярмарке в Салониках, где судьи выбрали трех победителей, один из которых, 11-летний афинянин, был командирован выступить с декламацией на Красной площади, в Египте — на фестивале Russian Seasons Weekend в Хургаде, организатором которого выступил фонд «Живая классика».
Похожий проект — конкурс юных чтецов — существует уже более 50 лет в Германии, в 1959 году его учредил писатель Эрих Кестнер. Финал и награждение победителей проходит во Франкфурте. Узнав об этой практике от немецких организаторов конкурса, Марина Смирнова решила провести такое состязание в России. Но в России проект получился другим: если в Германии участники конкурса читают по книге, то русские участники сразу же стали учить текст наизусть, причём это не было прописано в правилах.
За всё время конкурса к 2018 году в нём приняло участие более 10 000 000 детей из 84 стран и 85 регионов России.
С 2020 года Марина Смирнова с участием звёзд запустила новый проект: подростки — победители конкурса чтецов — записывают аудиокниги для незрячих и слабовидящих ребят при поддержке актеров, теле- и радиоведущих. А в разгар пандемии ребята звонили слабовидящим детям по телефону и зачитывали фрагменты из книг.

## Публикации
- Интертекст в рассказах Татьяны Толстой // Мир русского слова, 2002, № 3 (в соавторстве с О. В. Богдановой);
- Формула книги. Иллюзия и аллюзии в романе Т. Толстой «Кысь» // Вестник молодых ученых № 5 2003 (серия: филологические науки 1’2003). С.70-76;
- Страх власти тела в прозе В. Сорокина// Языки страха: женские и мужские стратегии поведения. СПб.: Пропповский центр, 2004. С. 196—202;
- Композиционный парадокс романа В. Сорокина «Тридцатая любовь Марины»// Постмодернизм: теория и практика современной русской литературы: Филологический факультет СПбГУ, 2004. С. 46-49;
- Критико-биографические статьи по творчеству В. Шкловского, И. Грековой, С. Каледина, В. Арро, В. Крымова и др. // Русская литература XX века. Прозаики, поэты, драматурги: био-библ. словарь: в 3 т. / под ред. Н. Н. Скатова. М.: ОЛМА-ПРЕСС Инвест, 2005;
- Бушмакина (Марина Смирнова). Рассказы // «Нева» : журнал. — Санкт-Петербург, 2006. — № 1. — ISSN 0130741-X.
- Смирнова М. В. Герой пути и путь героя в романе А. Битова «Улетающий Монахов» = The Hero of the Way and the Way of the Hero in A. Bitov’s Novel “Flying away Monakhov” // «Вестник СПбГУ» : Научно-теоретический журнал. — Санкт-Петербург, 2007. — Сентябрь (т. Ч. I. Сер. 9. Филология, востоковедение, журналистика, вып. 3, № 1). — С. 18–25. — ISSN 1812-9323.
- Маршрут и свобода в рассказе А. Битова «Автобус» // Аспирантские тетради; Текст-трансформер Андрея Битова или «кубик-рубик» одного сюжета // Вопросы литературы", 2010;
- Соавтор учебника по современной русской литературе: С. И. Тимина, М. А. Левченко, М. В. Смирнова. Русская литература ХХ — начала XXI века. Практикум. Под редакцией С. И. Тиминой. Учебное пособие для студентов учреждений высшего профессионального образования. М. : Издательский центр «Академия», 2011.
- Смирнова М. В. Две Марины (по роману В. Сорокина «Тридцатая любовь Марины») // Вестник Пермского университета. Российская и зарубежная филология. — 2012. — Вып. 1. — С. 227—231.
- «Начнем с человека…»: роман В. Гроссмана «Жизнь и судьба» (вступит. статья) // В. Гроссман. Жизнь и судьба. М. 2016;

## Награды
Работа Марины Смирновой отмечена рядом премий:
- Молодежная премия Триумф (2008).
- Премия Гражданская инициатива в номинации «Духовное наследие» (2013).
- Премия «Ревизор» (2013, 2018) в номинации «Чтение XXI века: лучший проект по продвижению книги и чтения» с конкурсом юных чтецов «Живая классика».
- Премия «Сделано в России» (2018).
- Серебряная медаль за укрепление гуманитарных связей России и Болгарии[источник не указан 1663 дня].

## Оценки и мнения
Андрей Максимов, писатель, член Академии Российского телевидения, колумнист «Российской газеты»:
...не хватает вам героя нашего времени? Вот, пожалуйста, получите. Молодая красивая женщина отрывает детей от попкорна с компьютером, чтобы те книжки почитали... Работа у нее такая осмысленная...

## Интервью
- Подборка интервью и новостей о Марине Смирновой // «Читаем вместе. Навигатор в мире книг» : журнал. — Москва: Московский Дом Книги.
- Ирина Воробьева, Светлана Сорокина. Гости: Елена Захарова, актриса; Марина Смирнова, президент, организатор и создатель конкурса юных чтецов «Живая классика»; Алексей Лямин, финалист конкурса «Живая классика». Программа «Чувствительно». https://echo.msk.ru. Эхо Москвы (28 мая 2016). Дата обращения: 27 декабря 2020.
- Марина Смирнова. «Самое главное — насколько ребенок понимает то, что он читает». https://www.kommersant.ru. Коммерсантъ, «Review Международное культурное сотрудничество». Приложение №2 от 24.02.2015, стр. 7 (23 апреля 2018). Дата обращения: 27 декабря 2020.
- Светлана Зорина. «Книга класса» как портрет современного подростка. Краткое представление Марины Смирновой и Сергея Макаренкова с интервью // «Книжная индустрия» : журнал. — Москва, 2017. — Ноябрь-декабрь (№ 9-10 (152)).
- Сергей Бунтман. Подводим итоги окружных этапов всероссийского детского конкурса чтецов «Живая классика». Детская площадка с папашей Бунтманом. Гости: Марина Смирнова, президент, организатор и создатель конкурса юных чтецов «Живая классика»; Милорад Мангов, ученик 9 класса. https://echo.msk.ru. Эхо Москвы (25 марта 2018). Дата обращения: 27 декабря 2020.
- Наталья Лебедева. Как быть читающим ребенком в эпоху гаджетов и дистанта. Никому не верьте, что дети перестали читать. Увлекательные книги, которые "Живая классика" рекомендует прочитать подросткам. https://rg.ru. Российская газета (17 декабря 2020). Дата обращения: 27 декабря 2020.